# Nick Savoy
Nick Savoy o Savoy es el pseudónimo de Nicholas Benedict (1 de enero de 1974), un empresario, escritor, instructor de seducción y artista del ligue canadiense. Savoy es el fundador y presidente de Love Systems  (anteriormente Mystery Method Corporation), una de las principales compañías de seducción a nivel mundial en términos de número de coaches, catálogo de productos y presencia internacional. Es también el autor de Magic Bullets, libro en el que se recoge su innovador modelo de avance en interacciones con las mujeres, conocido como la Tríada de Love Systems y que se compone de escalada emocional, escalada física y escalada logística.

## Biografía

### Vida personal
Nick Benedict nació en 1974 en St John's, Canadá y se graduó en la Universidad McGill de Montreal, Canadá. En 2003 completó su MBA (Máster en Administración de Negocios) en la Wharton School of Business de la Universidad de Pensilvania. Nick Savoy fue mencionado en el libro superventas The Game. Como el mismo cuenta, Savoy tenía muy poco éxito con el sexo opuesto antes de descubrir la comunidad de Pickup Artists (Artistas de la Seducción). En 2003, tras terminar una larga relación sentimental se mudó de ciudad por razones profesionales.En la actualidad, Savoy vive en Los Ángeles, California y tiene pareja. Su interés principal está centrado en desarrollar y expandir la marca Love Systems y sus productos y servicios.

### Carrera en el mundo de la seducción
A través de mucha experimentación, Savoy fue desarrollando un sistema eficaz para conocer y atraer mujeres y decidió diseminar esas ideas. En agosto de 2004, Nick Savoy y Erik von Markovik (Mystery) crearon Mystery Method Corporation, en donde ambos eran instructores de seducción. Mystery Method Corp, actualmente conocida como Love Systems, fue una de las primeras compañías en ofrecer entrenamiento práctico de seducción, en donde Mystery y Nick Savoy entrenaban hombres en el arte de atraer y seducir mujeres en bares y discotecas. Su éxito rápidamente inspiró la creación de muchas otras compañías de seducción. En 2007, estaba planeado que Savoy y Mystery apareciesen juntos como coaches de seducción para la primera temporada de la serie "The Pick-up Artist" (El Artista de la Seducción) del canal VH1, pero debido a diferencias profesionales entre ambos, Nick Savoy no apareció. Ayudó en el diseño y desarrollo de la serie en el rol de asesor. Mystery y Savoy tomaron caminos diferentes y Nick Savoy ha liderado desde entonces el desarrollo de la compañía Love Systems (previamente conocida como Mystery Method Corp) como presidente y director. La compañía se ha establecido como una de las principales compañías de seducción a nivel mundial en términos de número de coaches, presencia internacional y catálogo de productos y servicios con un amplio abanico de DVD, libros electrónicos, programas de audio y talleres presenciales.

### Obras, productos y servicios
En 2007 Nick Savoy lanzó su primer libro, Magic Bullets, un manual de referencia para hombres sobre cómo seducir mujeres. En él destaca la Tríada de Love Systems, el innovador modelo que describe las distintas fases por las que pasa una interacción exitosa entre hombres y mujeres que se acaban de conocer. A grandes rasgos, se compone de escalada emocional, escalada física y escalada logística. Además, otros aspectos relacionados con la seducción como juego diurno, citas, círculo social y juego telefónico, también son tratados en el libro.
Savoy es el coautor de Love Systems Routines Manual I y II, libros en donde se proporcionan ciertas rutinas o temas de conversación para ayudar a solucionar el problema de no saber qué decir ante una mujer desconocida.
Otros productos creados por el autor incluyen los DVD sobre gestión de relaciones (Relationship Management), audios que cubren aspectos específicos del proceso de seducción tales como iniciar conversaciones, crear atracción, conversación, estilo de vida, rasgos masculinos atractivos, psicología femenina, etc. (Interview Series) Archivado el 7 de agosto de 2013 en Wayback Machine. y cursos en video en los que distintos instructores de la compañía instruyen al estudiante de seducción en el arte de atraer mujeres (The Essentials: the ultimate course for succeeding with beautiful women).
Aunque Nick Savoy en la actualidad centra su labor en dirigir y seguir evolucionando Love Systems, continúa proporcionando instrucción puntual como entrenador de seducción. Participa en eventos como la Love Systems Super Conference (evento anual en dónde los instructores de la compañía y una gran cantidad de estudiantes de seducción se reúnen para compartir y aprender los avances recientes en este campo), el taller avanzado para ligar impartido en la mansión Playboy (Playboy Mansion Advanced Bootcamp) e instrucción personalizada a clientes exclusivos.
Savoy y Love Systems han estado tradicionalmente centrados en mejorar la vida sentimental y sexual de los hombres, pero en 2013, Savoy ha publicado el libro It's your move: how to play the game and win the man you want
, en el que se ayuda a las mujeres a seducir al hombre que deseen proporcionándoles recursos que contribuyen a sacar la mejor versión de ellas mismas.

### Apariciones en medios de comunicación
En 2008, Nick Savoy aparece en el programa Fox News, donde fue entrevistado y explicó su método de seducción. Mike Botwin, psicólogo y profesor de la Universidad Fresno State, concluyó que el método desarrollado y enseñado por Nick Savoy se basa en principios biológicos y psicológicos (ref necesaria). Nick Savoy también apareció en los programas de TV "Dr.Phil", en abril de 2008, "Spike TV" en agosto de 2008, The Tyra Banks Show en julio de 2009 y ABC Nightline. Ha sido escritor invitado en publicaciones como The New York Times, Girls Gone Wild Magazine, Maxim, FHM, Asylum Magazine, The Sydney Morning Herald y The Times of London.